# Méracq
Méracq település Franciaországban, Pyrénées-Atlantiques megyében. Lakosainak száma 234 fő (2022. január 1.). Méracq Auga, Coublucq, Lème, Mialos, Pouliacq, Séby és Vignes községekkel határos.

## Népesség
A település népességének változása:
| Lakosok száma | 223  | 224  | 232  | 229  | 229  | 231  | 233  | 233  | 234  |
|               | 2013 | 2015 | 2016 | 2017 | 2018 | 2019 | 2020 | 2021 | 2022 |